# Gintarė Volungevičiūtė
Gintarė Volungevičiūtė (12 de novembre de 1982, Kaunas) és una esportista lituana que competeix en vela. La seva especialitat és la classe laser radial, amb la qual ha aconseguit la medalla de plata als Jocs Olímpics de Pequín.

## Resultats
| Any  | Toneo             | Lloc              | Resultat | Prova        |
| ---- | ----------------- | ----------------- | -------- | ------------ |
| 2003 | Campionat del Món | Cadis, Espanya    | 60º      | Europa       |
| 2005 | Setmana de Kiel   | Kiel, Alemanya    | 1r.      | Laser radial |
| 2007 | Campionat del Món | Cascais, Portugal | 21è      | Laser radial |
| 2008 | Jocs Olímpics     | Pequín, Xina      | 2n.      | Laser radial |